# スタジアム・チャイナタウン駅
スタジアム・チャイナタウン駅（英: Stadium–Chinatown Station、中: 體育館／華埠（唐人街）站）は、スカイトレイン（エキスポライン）の駅のひとつで、カナダのブリティッシュコロンビア州西南部、バンクーバー市にある。
1985年12月11日に開業した。

## 路線
エキスポラインが使用する区間の駅である。
| ホーム | 路線            | 行先                                        |
| ------ | --------------- | ------------------------------------------- |
| 1      | ■エキスポライン | ウォーターフロント駅方面                    |
| 2      | ■エキスポライン | プロダクション・ウェイ-ユニバーシティ駅方面 |
| 2      | ■エキスポライン | キングジョージ駅方面                        |
| 3      |                 | 予備ホーム                                  |

## 駅周辺
- BCプレイス（CFLのBCライオンズの本拠地）
- ロジャース・アリーナ（NHLのバンクーバー・カナックスの本拠地）
- コストコ
- T&Tスーパーマーケット

## 隣の駅
■ エキスポ・ライン
グランビル駅 - スタジアム・チャイナタウン駅 - メインストリート・サイエンスワールド駅